# Copa Korać 1987-88
La Copa Korać 1987-88 fue la decimoséptima edición de la Copa Korać, competición creada por la FIBA para equipos europeos que no disputaran ni la Copa de Europa ni la Recopa. Participaron 49 equipos, siete más que en la edición anterior. El campeón fue el Real Madrid, que lograba su primer título, derrotando en la final al equipo yugoslavo del Cibona.

## Primera ronda
| Equipo 1             | Agr.    | Equipo 2           | Ida    | Vuelta |
| -------------------- | ------- | ------------------ | ------ | ------ |
| Divarese Varese      | 229–150 | T71 Dudelange      | 115–61 | 114–89 |
| Maccabi Brussels     | 188–191 | Racing Paris       | 90–102 | 98–89  |
| Inter Slovnaft       | 271–112 | Olympia Nicosia    | 153–58 | 118–54 |
| Akademik Varna       | 145–156 | Beşiktaş           | 86–75  | 59–81  |
| Achilleas            | 90–217  | Maccabi Haifa      | 49–96  | 41–121 |
| Nyon                 | 158–163 | Boigelot Charleroi | 69–93  | 89–70  |
| Charlottenburg       | 228–159 | Vevey              | 104–60 | 114–99 |
| Olympique Antibes    | 178–168 | SMB Lausanne       | 103–77 | 75–91  |
| Trane Castors Braine | 209–155 | Illiabum Clube     | 112–76 | 97–79  |
| Mattersburg          | 163–225 | Nová huť Ostrava   | 88–100 | 75–125 |
| Iraklis              | 181–148 | Spartak Pleven     | 101–65 | 80–83  |
| Hapoel Haifa         | 139–138 | Panathinaikos      | 77–69  | 62–69  |
| Elitzur Netanya      | 193–163 | Šibenka            | 91–76  | 102–87 |
| Gießen 46ers         | 181–217 | Monaco             | 87–101 | 94–116 |
| Manchester United    | 145–142 | Panionios          | 77–66  | 68–76  |
| Honvéd               | 142–205 | Jugoplastika       | 78–102 | 64–103 |
| KTP                  | 181–175 | 1.FC 01 Bamberg    | 109–79 | 72–97  |

## Segunda ronda
| Equipo 1          | Agr.    | Equipo 2             | Ida     | Vuelta  |
| ----------------- | ------- | -------------------- | ------- | ------- |
| Divarese Varese   | 181–194 | Racing Paris         | 98–98   | 83–96   |
| Inter Slovnaft    | 163–210 | Hapoel Tel Aviv      | 86–111  | 77–99   |
| Crvena zvezda     | 218–155 | Beşiktaş             | 104–80  | 114–75  |
| Maccabi Haifa     | 178–182 | ASVEL                | 103–89  | 75–93   |
| Real Madrid       | 182–135 | Boigelot Charleroi   | 98–74   | 84–61   |
| Charlottenburg    | 153–163 | CAI Zaragoza         | 88–64   | 65–99   |
| Olympique Antibes | 189–209 | PAOK                 | 82–98   | 107–111 |
| Arexons Cantù     | 194–186 | Trane Castors Braine | 117–93  | 77–93   |
| Nová huť Ostrava  | 144–199 | Dietor Bologna       | 63–89   | 81–110  |
| Iraklis           | 167–199 | Estudiantes Todagrés | 100–98  | 67–101  |
| Hapoel Haifa      | 167–189 | Snaidero Caserta     | 91–103  | 76–86   |
| Elitzur Netanya   | 149–135 | Sunair Oostende      | 77–66   | 72–69   |
| Efes Pilsen       | 123–126 | Monaco               | 69–67   | 54–59   |
| Manchester United | 178–177 | TDK Manresa          | 94–80   | 84–97   |
| Jugoplastika      | 224–156 | Beslen Makarna       | 114–73  | 110–83  |
| Cibona            | 265–211 | KTP                  | 138–110 | 127–101 |

## Cuartos de final
Los cuartos de final se jugaron dividiendo los 16 equipos clasificados en cuatro grupos con un sistema de todos contra todos.
|  | El primer clasificado avanza a semifinales |

|    | Equipo          | PJ | Pts | G | P | PF  | PC  | Dif. |
| -- | --------------- | -- | --- | - | - | --- | --- | ---- |
| 1. | Real Madrid     | 6  | 11  | 5 | 1 | 527 | 474 | +53  |
| 2. | Dietor Bologna  | 6  | 10  | 4 | 2 | 515 | 492 | +23  |
| 3. | Elitzur Netanya | 6  | 8   | 2 | 4 | 511 | 517 | -6   |
| 4. | Monaco          | 6  | 7   | 1 | 5 | 502 | 572 | -70  |

|    | Equipo            | PJ | Pts | G | P | PF  | PC  | Dif. |
| -- | ----------------- | -- | --- | - | - | --- | --- | ---- |
| 1. | Cibona            | 6  | 12  | 6 | 0 | 595 | 524 | +71  |
| 2. | Racing Paris      | 6  | 9   | 3 | 3 | 528 | 533 | -5   |
| 3. | Manchester United | 6  | 8   | 2 | 4 | 581 | 623 | -42  |
| 4. | Snaidero Caserta  | 6  | 7   | 1 | 5 | 614 | 638 | -24  |

|    | Equipo               | PJ | Pts | G | P | PF  | PC  | Dif. |
| -- | -------------------- | -- | --- | - | - | --- | --- | ---- |
| 1. | Crvena zvezda        | 6  | 11  | 5 | 1 | 582 | 517 | +65  |
| 2. | ASVEL                | 6  | 10  | 4 | 2 | 548 | 508 | +40  |
| 3. | Estudiantes Todagrés | 6  | 8   | 2 | 4 | 483 | 567 | -84  |
| 4. | PAOK                 | 6  | 7   | 1 | 5 | 524 | 545 | -21  |

|    | Equipo          | PJ | Pts | G | P | PF  | PC  | Dif. |
| -- | --------------- | -- | --- | - | - | --- | --- | ---- |
| 1. | Hapoel Tel Aviv | 6  | 10  | 4 | 2 | 521 | 506 | +15  |
| 2. | Arexons Cantù   | 6  | 9   | 3 | 3 | 528 | 521 | +7   |
| 3. | Jugoplastika    | 6  | 9   | 3 | 3 | 473 | 501 | -28  |
| 4. | CAI Zaragoza    | 6  | 8   | 2 | 4 | 530 | 524 | +6   |

## Semifinales
| Equipo 1        | Agr.    | Equipo 2    | Ida    | Vuelta |
| --------------- | ------- | ----------- | ------ | ------ |
| Crvena zvezda   | 154–170 | Real Madrid | 82–89  | 72–81  |
| Hapoel Tel Aviv | 182–204 | Cibona      | 93–103 | 89–101 |

## Final
| Equipo 1    | Agr.    | Equipo 2 | Ida    | Vuelta |
| ----------- | ------- | -------- | ------ | ------ |
| Real Madrid | 195–183 | Cibona   | 102–89 | 93–94  |

| 1 de marzo de 1988 | Real Madrid                                                                           | 102–89               | Cibona                                                                   | |  |
|                    | Parciales: 53-46, 49-43                                                               |                      |                                                                          | |  |
|                    | Estadísticas Fernando Romay, Brad Branson, 25 Wendell Alexis, 9 José Luis Llorente, 8 | Reporte Pts Reb Asts | Estadísticas Danko Cvjetićanin, 26 Dražen Petrović, 7 Dražen Petrović, 3 | Pabellón: Palacio de los Deportes, Madrid Asistencia: 12.000 espectadores Árbitros: Stavros Douvis (GRE), Wieslaw Zych (POL) |  |

| 9 de marzo de 1988 | Cibona                                                                 | 94–93                | Real Madrid                                                              | |  |
|                    | Parciales: 44-37, 50-56                                                |                      |                                                                          | |  |
|                    | Estadísticas Dražen Petrović, 47 Zoran Čutura, 11 Danko Cvjetićanin, 3 | Reporte Pts Reb Asts | Estadísticas Wendell Alexis, 22 Fernando Romay, 10 José Luis Llorente, 6 | Pabellón: Košarkaški Centar, Zagreb Asistencia: 7.000 espectadores Árbitros: Mikhail Davidov (RUS), Armando Pinto (ITA) |  |

| Campeón de la Copa Korać 1987–88 |
| -------------------------------- |
| Real Madrid 1.er título          |